# 부룬디의 국기

부룬디의 국기 (비율 3:5)

부룬디의 국기는 1967년 6월 28일에 제정되었다.
초록색은 희망을, 하얀색은 순결을, 빨간색은 독립을 위한 투쟁에서 흘린 피를 의미한다. 가운데에 그려져 있는 세 개의 빨간색 육각별은 부룬디를 구성하는 세 개의 민족인 후투족, 트와족, 투치족과 부룬디의 나라 표어인 "통일, 노동, 발전"(프랑스어: Unité, Travail, Progrès, 룬디어: Ubumwe, Ibikorwa, Iterambere)을 의미한다. 제정 당시의 국기 비율은 2:3이었지만 1982년 9월 27일에 국기 비율을 3:5로 변경하여 오늘에 이른다.

## 색상
| 색상 | 빨강                | 초록                | 하양                  |
| ---- | ------------------- | ------------------- | --------------------- |
| RGB  | 206–17–38 (#CE1126) | 30–181–58 (#1EB53A) | 255–255–255 (#FFFFFF) |

## 이전의 국기

1961년
부룬디 왕국의 국기 (1962년 7월 1일 ~ 1966년 11월 28일)
1966년 11월 28일 ~ 1966년 11월 29일
1966년 11월 29일 ~ 1967년 3월 28일
1967년 3월 28일 ~ 1982년 9월 27일